# فریدریش‌اشتات
شهر فریدریش‌اشتاتدر ایالت اشلسویگ-هل‌اشتاین در کشور آلمان واقع شده‌است.